# 조용호 (법조인)
조용호(趙龍鎬, 1955년 2월 15일 ~ )는 대한민국의 법조인이다.

## 생애
충청남도 청양에서 태어났다. 건국대학교 법학과를 졸업했다. 20회 사법시험에 합격했다. 사법연수원 10기. 1999년 부장판사로 승진했다. 2009년 2월 춘천지방법원 법원장, 2010년 2월 서울남부지방법원장, 2011년 광주고등법원 법원장, 2012년 서울고등법원 부장판사, 2013년 서울고등법원 법원장을 지냈다.
2013년 4월 박근혜 대통령의 추천으로 헌법재판소 재판관이 됐다.

## 기타
- 2009년 춘천지방법원장 재직 당시 법원 직원들이 대법관 후보로 서명부를 대법원에 제출했다.[4]
- 헌법재판소 재판관 인사청문회에서 충남 서산 소재 땅 투기 의혹이 제기됐다. 당시 "가정 살림은 집사람이 한 것인데 결과적으로 불미스러운 일이 초래돼 가장으로서 깊은 책임을 느낀다"고 말했다.[5][6]

## 주요 판결
- 수원지방법원 형사3단독 판사로 재직하던 1989년 9월 28일에 노동쟁의조정법 위반 혐의로 구속된 금성전선 노조위원장에게 징역1년6월을 선고했다.[7] 10월 5일에 수원,용인 지역 근로자들을 모아 삼성노조탄압 규탄대회 및 민주노조 쟁취 실천대회를 열고 "삼성중공업 형제들의 뜨거운 투쟁을 보고 과감히 일어납시다"는 내용의 유인물을 작성, 배포하는 등 제3자로서 삼성전자단지 노조설립을 조종, 선동한 혐의로 노동쟁의조정법 위반으로 구속된 삼성전자 해고 근로자인 피고인에게 징역1년6월과 징역1년을 각각 선고했다.[8]
- 서울행정법원 행정11부 재판장으로 재직하던 2000년 4월에 "미국에서 치과의사 영업을 계속하기 위해 치과의사 자격시험까지 봤다"는 점에서 "정식으로 이민을 준비중이었다"는 점이 안정된다"면서 "아들의 이민은 이민 수속 중에 아들도 함께 이민 갈 수 있다는 사실을 뒤늦게 알고 추진됐던 것이지 병역기피를 위한 위장 이민은 아닌 것으로 보인다"는 이유로 무죄 판결을 받은 김씨의 아들(23)이 서울지방병무청장을 상대로 낸 공익근무요원소집처분 취소청구소송에서 아버지 김씨의 무죄선고를 이유로 원고 승소 판결을 했다.[9] 2001년 7월 23일에 청소년 성매매 혐의로 벌금형이 확정돼 신상이 공개될 예정인 전직 공무원이 "신상공개를 막아달라"며 청소년보호위원회를 상대로 낸 가처분 신청에서 "청소년 성매매는 처벌해야 마땅하지만 신상까지 공개하면 본인은 물론 가족과 주위 사람들의 인권까지 침해할 우려가 있어 위헌 소지가 있다"며 받아들였다.[10] 10월 21일에 동아건설이 "파산선고가 이뤄진 후에 세금체납을 이유로 회사재산을 압류한 것은 부당하다"며 남대문세무서를 상대로 낸 채권압류취소 청구소송에서 "현행 파산법에 따르면 파산선고가 이뤄진 뒤 조세당국은 파산회사에 대해 세금체납에 따른 압류처분을 할 수 없는 것으로 해석되기 때문에 세무서는 파산선고 뒤에 단행한 압류처분을 취소하라"며 원고승소 판결했다.[11]
- 서울고등법원 민사5부 재판장으로 재직하던 2005년 1월 25일에 한국음악저작권협회가 소리바다를 개발해 서비스를 제공하고 있는 양정환 양일환 형제를 상대로 낸 손해배상 청구 소송에서 "2000년 6월부터 2002년 7월까지 이뤄진 원고의 손해에 대해 소리바다가 책임을 져야 한다"며 판단하여 1960만원의 배상액을 결정한 원심과 다르게 "저작권법에 디지털 복제 개념이 도입된 2000년 7월 이후의 손해부분만 책임을 인정하여 1910만원을 배상하라"고 원고 일부 승소판결했다.[12] 12월 29일에 최종길 교수의 유족이 국가를 상대로 낸 손해배상 청구소송에서 2005년 1월 서울중앙지방법원 민사합의23부(재판장 이혁우)가 "소멸시효가 완성됐다"며 원고패소 판결했던 원심을 깨고 "최종길 교수의 아내와 아들에게 각각 5억원, 딸에게 3억원, 최종길 교수의 남매 5명에게 각각 5천만원을 지급하라"며 강제조정 결정을 했다.[13]
- 서울고등법원 특별5부 재판장으로 재직하던 2007년 9월 19일에 국적 세탁으로 필리핀 국적을 취득하여 1980년대와 1990년대 국내 대학의 시간강사, 조교수로 활동하면서 간첩활동을 하다 적발된 무함마드 깐슈 정수일이 "더 이상 보안관찰 해당범죄를 다시 범할 위험성이 없기 때문에 보호관찰 기간을 취소해 달라"며 법무부장관을 상대로 낸 보안관찰처분 기간 갱신 처분취소 청구 소송에서 원고 승소 판결했다.[14]